# 김정훈 (배구인)
김정훈(1982년 3월 18일 ~ )은 대한민국의 
전 남자 배구 선수이다. 
포지션은 센터였다.
2005년 대전 삼성화재 블루팡스에 입단했으며 2005년 하계 유니버시아드에 참가한 대한민국 남자 배구 대표팀의 일원으로 참가했다. 2008년부터 2010년까지 상무 신협 배구단에서 군 복무를 했고 2010년에는 레이싱 모델 겸 방송인인 육지혜와 결혼했다.
2010년부터 2014년까지 대전 삼성화재 블루팡스로 복귀했다. 2015년 안산 OK저축은행 러시앤캐시로 이적했다.